# Majasaari (ö i Mellersta Finland, Jämsä, lat 62,02, long 25,33)
Majasaari är en ö i Finland. Den ligger i sjön Saarijärvi och i kommunen Jämsä i landskapet Mellersta Finland, i den södra delen av landet, 210 km norr om huvudstaden Helsingfors. Öns area är 0,5 hektar och dess största längd är 90 meter i sydöst-nordvästlig riktning.